# Contea di Manistee
La contea di Manistee, in inglese Manistee County, è una contea dello Stato del Michigan, negli Stati Uniti. La popolazione al censimento del 2000 era di 24 527 abitanti. Il capoluogo di contea è Manistee. Nel suo territorio si trova la Manistee National Forest.